# TV Tapajós
TV Tapajós é uma emissora de televisão brasileira sediada em Santarém, cidade do estado do Pará. Opera no canal 4 (22 UHF digital), e é afiliada à TV Globo. Faz parte do Sistema Tapajós de Comunicação, que também controla a 94 FM, e atualmente é presidido por Vânia Pereira Maia, filha do fundador da emissora, Joaquim da Costa Pereira. A família Pereira também é proprietária do Sistema Ponta Negra de Comunicação, presidido por Nivaldo Pereira, porém, sem ligações com o Sistema Tapajós de Comunicação.

## História
A história da TV Tapajós começa em 1977, com o lançamento da pedra fundamental da sede da emissora. O prédio, projetado pelo engenheiro e coronel Wilson Brito, foi construído especialmente para atender os seus requisitos, e os equipamentos responsáveis pela captação, produção e transmissão de imagens eram todos de última geração. As obras que ficaram prontas em 1979, ficaram a cargo do engenheiro-civil José Eduardo Pereira de Siqueira.
A emissora é oficialmente inaugurada às 17h do dia 26 de maio de 1979, através do canal 4 VHF para Santarém e áreas próximas. O evento contou com a presença do fundador da emissora, Joaquim da Costa Pereira, e convidados, como o então governador do estado, Alacid Nunes, e o ministro das comunicações, Haroldo Corrêa de Mattos. Desde sua fundação, é afiliada à Rede Globo.
Em dezembro de 2001, a emissora lança o seu portal na internet, o NoTapajós.com. O portal reunia matérias da emissora e notícias da região de Santarém. Em 18 de outubro de 2013, o portal foi descontinuado e substituído pelas versões locais do G1 e do globoesporte.com, em uma padronização da Rede Globo para o conteúdo das afiliadas na Internet, além do lançamento do novo site da emissora.
Em 6 de janeiro de 2010, o fundador da emissora, Joaquim da Costa Pereira, morreu em Belém após uma parada cardíaca oriunda de uma pneumonia. Com a sua morte, as empresas do Sistema Tapajós de Comunicação ficaram nas mãos de suas filhas, Vânia Pereira Maia e Vera Pereira.
Em 2011, foi descoberto que o político e dono do Grupo RBA de Comunicação, Jader Barbalho, era acionista de 50% da TV Tapajós desde 3 de janeiro de 2001. Tal sociedade nunca havia sido declarada a Justiça Eleitoral, e só foi descoberta após a morte de Joaquim da Costa Pereira, quando foi feita a nova composição acionária da emissora com suas filhas. Em meio a desavenças entre o Tribunal do Estado e a família Pereira, Barbalho tratou de vender suas cotas de participação na TV Tapajós para a família.
Em 9 de abril de 2020, a TV Tapajós passou a retransmitir parte da programação da Rede Amazônica, através do projeto regional Integração do Norte. A parceria possibilitou também uma troca de conteúdos jornalísticos entre as emissoras, com a exibição de matérias de interesse regional da Amazônia produzidas pela TV Tapajós nos telejornais e programas da Rede Amazônica.

## Sinal digital
| Canal virtual | Canal digital | Resolução de tela | Programação                                 |
| ------------- | ------------- | ----------------- | ------------------------------------------- |
| 4.1           | 22 UHF        | 1080i             | Programação principal da TV Tapajós / Globo |

A emissora iniciou suas transmissões digitais em 18 de dezembro de 2013, pelo canal 22 UHF, em caráter experimental para Santarém e áreas próximas. Em 6 de fevereiro de 2014, o sinal digital da emissora foi oficialmente inaugurado, com uma solenidade na sede da emissora transmitida ao vivo pelo Jornal Tapajós 1ª edição, e que contou a presença do prefeito de Santarém, Alexandre Von, e outras autoridades.